# Chwarstnica
Chwarstnica (niem. Klein Schönfeld) – wieś w Polsce położona w województwie zachodniopomorskim, w powiecie gryfińskim, w gminie Gryfino. Jest to wieś o typie owalnicy. Kilometr od wsi znajduje się Jezioro Chwarstnickie o powierzchni 9 ha. Jest tu zabytkowy kościół pw. Świętej Trójcy  z fragmentem murów otaczających przykościelny cmentarz. We wsi działa również Zespół Szkół, w którego skład wchodzą: Szkoła Podstawowa im. Jana Pawła II. 

## Historia
Pierwsza wzmianka pochodzi z 1173 roku. W roku 1180 biskup kamieński Konrad I nadał klasztorowi Cystersów z Kołbacza dziesięcinę ze wsi. Kościół istnieje od średniowiecza. W 1345 roku wieś wymieniona wśród posiadłości klasztornych. Po sekularyzacji wieś weszła w skład domeny królewskiej. W latach 30. XIX wieku  na północ od wsi powstały dwa osiedla: Seehaus i Joahimshof, związane z Chwarstnicą i wspólnie z nią ujmowane w danych statystycznych. W drugiej połowie XIX wieku Chwarstnica była wsią parafialną z posiadłością sołtysa, liczyła 390 mieszkańców. W 1939 roku we wsi było 15 pełnorolnych gospodarstw oraz młyn. Po II wojnie światowej zachowała rolniczy charakter. W Chwarstnicy nie działało Państwowe gospodarstwo rolne, a ziemia należała do prywatnych gospodarzy. Dnia 3 września 1945 powstała szkoła o jednym nauczycielu z klasami I–IV, dyrektor został Bolesław Siemiński.
W latach 1954–1972 wieś należała i była siedzibą władz gromady Chwarstnica. W latach 1975–1998 miejscowość administracyjnie należała do województwa szczecińskiego.

## Zabytki
Lista zabytków nieruchomych wsi obejmuje m.in.:
- kościół pw. Św. Trójcy z XIV w. z drewnianą, niską dzwonnicą dobudowaną w XIX w. otoczony zabytkowym murem z XIV w.[5]
- dawny cmentarz przykościelny oraz plebanię
- zabudowania dworca kolejowego przy nieczynnej linii kolejowej Gryfino-Pyrzyce
- kilkanaście budynków mieszkalnych i gospodarczych
- kilkanaście stanowisk archeologicznych: w tym pracownie kamieniarskie z neolitu, osadę z przełomu neolitu/brązu czy punkty osadnicze z epoki starożytności